# Tillandsia gutteana
Tillandsia gutteana är en gräsväxtart som beskrevs av Wilhelm Weber. Tillandsia gutteana ingår i släktet Tillandsia och familjen Bromeliaceae. Inga underarter finns listade i Catalogue of Life.